# Pronephrium nudatum
Pronephrium nudatum är en kärrbräkenväxtart som först beskrevs av William Roxburgh och William Griffith, och fick sitt nu gällande namn av Holtt. Pronephrium nudatum ingår i släktet Pronephrium och familjen Thelypteridaceae. Inga underarter finns listade.